# Bohatice (okres Česká Lípa)
Bohatice (něm. Voitsdorf) je obec v okrese Česká Lípa, asi 4 km západně od Mimoně a 3 km východně od Zákup. Žije zde 247 obyvatel.

## Historie obce
První písemná zmínka o obci pochází z roku 1304. Dle typu zástavby se jedná o lesní lánovou ves, vybudovanou podél Bohatického potoka. V roce 1370 zde měl majetek jistý Benesch z Mimoně. Obec se v této době jmenovala Voitsdorf, což může znamenat, že zde bylo fojtství.[zdroj?] Název Bohatice (Bohata zde byl rychtářem) se datuje od roku 1371. 
Po roce 1945 zde bylo založeno jedno z prvních zemědělských družstev v republice. Rozorávání mezí přijeli natočit i filmaři. V roce 1959 bylo družstvo jako jedno z prvních rozpuštěno a včleněno do Státního statku Mimoň. Ve vsi byla od roku 1784 jednotřídní škola. Necelých 100 let poté, roku 1873 byla postavena nová školní budova. Škola zde byla zrušena v roce 1963 a děti dojížděly do nové školy v Zákupech.
Ke dni 1. července 1980 byla obec formálně připojena k Zákupům, po volbách v roce 1991 se osamostatnila.
Protože se v říjnových volbách 2010 nepodařilo zvolit nového starostu, byl MV ČR jmenován úřední správce. V opakovaných volbách v únoru 2011 byla zvolena starostkou Jaroslava Tomanová.

## Zajímavosti
- Nejstarším domem je bývalá rychta z počátku 17. století s archaickým hrázděním, které se používalo do konce uvedeného století a je v této lokalitě neobvyklou ukázkou lužickosrbské lidové architektury. Podle dendrochronologické analýzy nejstarší dochovaná trámová konstrukce v hrázděném patře pochází z let 1604–1605.[7]Objekt byl v 70. letech 20. století zakoupen soukromými majiteli, kteří jej zachránili před zkázou a postupně opravili (předtím byl dům osm let neobydlený  a zcela zdevastovaný – bez oken, dveří, podlah a půlky střechy). Nyní je bývalá rychta hlavní historickou dominantou obce.
- Na severním úpatí Ptačího vrchu stojí památkově chráněný secesní vodojem, který slouží k zásobování Zákup vodou z nedalekého prameniště.
- Při silnici je kaplička a sloup se sochou Panny Marie Immaculaty.
- V obci je známý chov westernových koní „Nord ranč“, který svou nabídkou služeb dodává Bohaticím i na turistické zajímavosti.

## Galerie

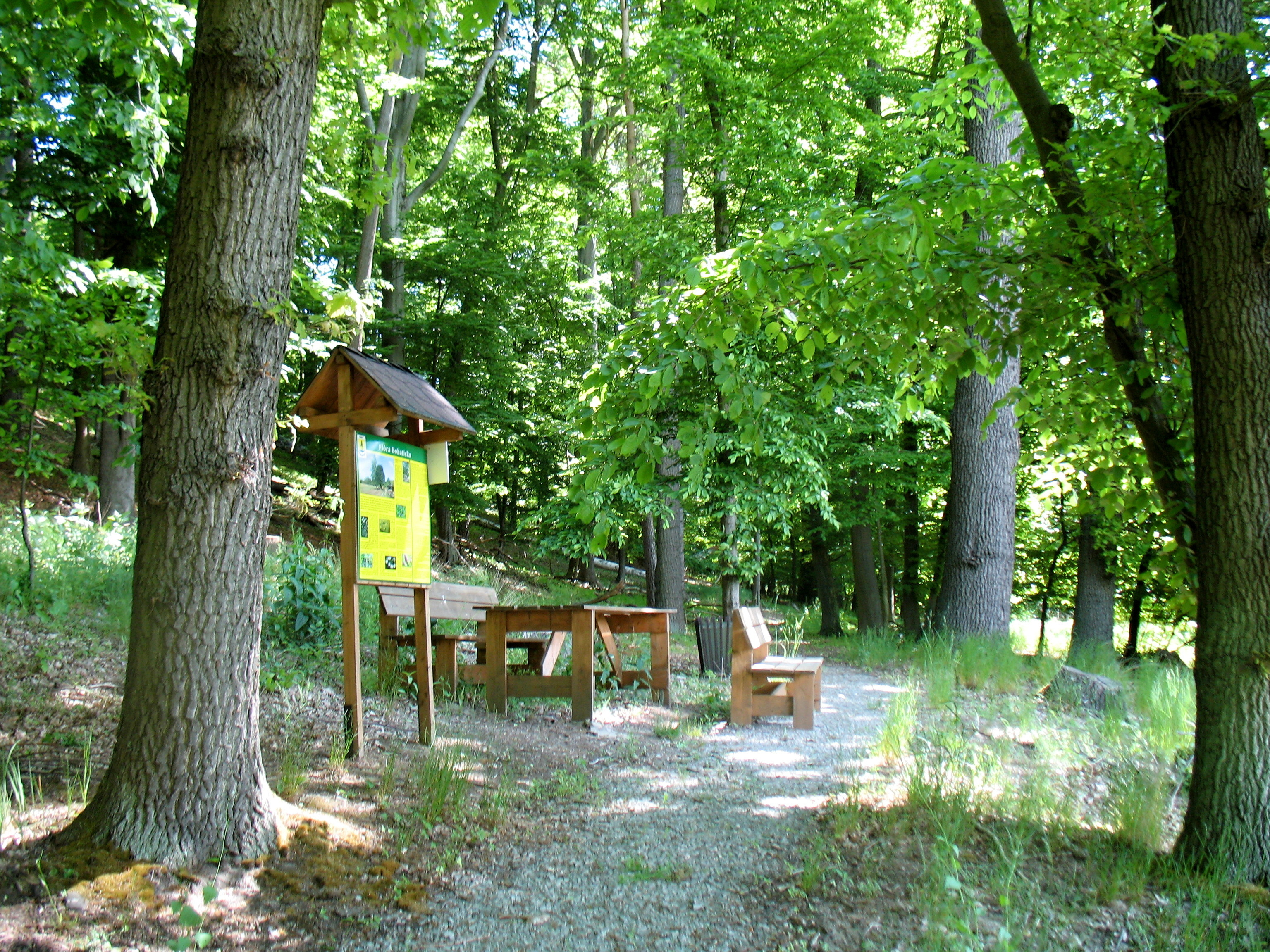
Naučná stezka Ptačí vršek – Bohatice
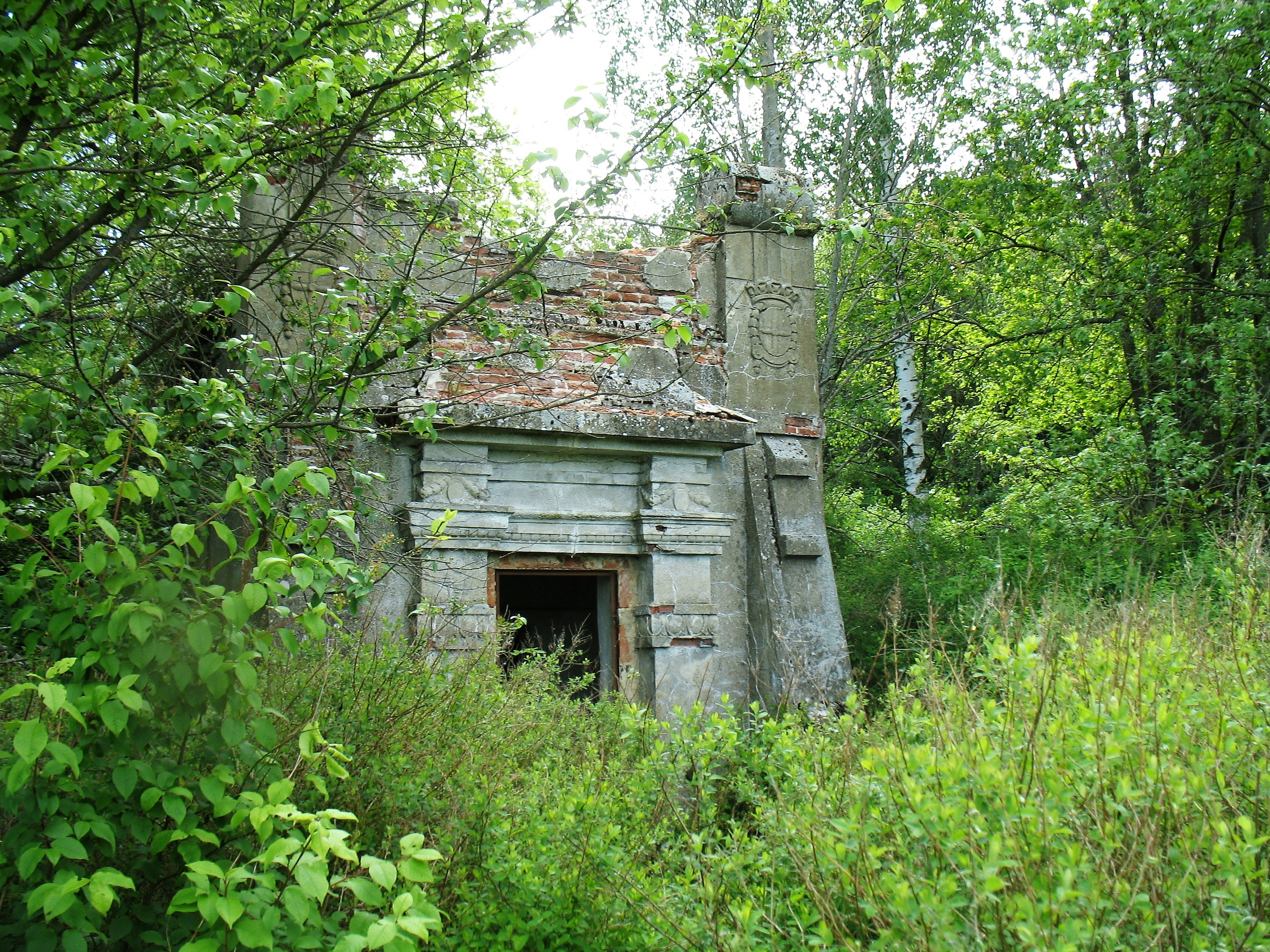
Památkově chráněný vodojem
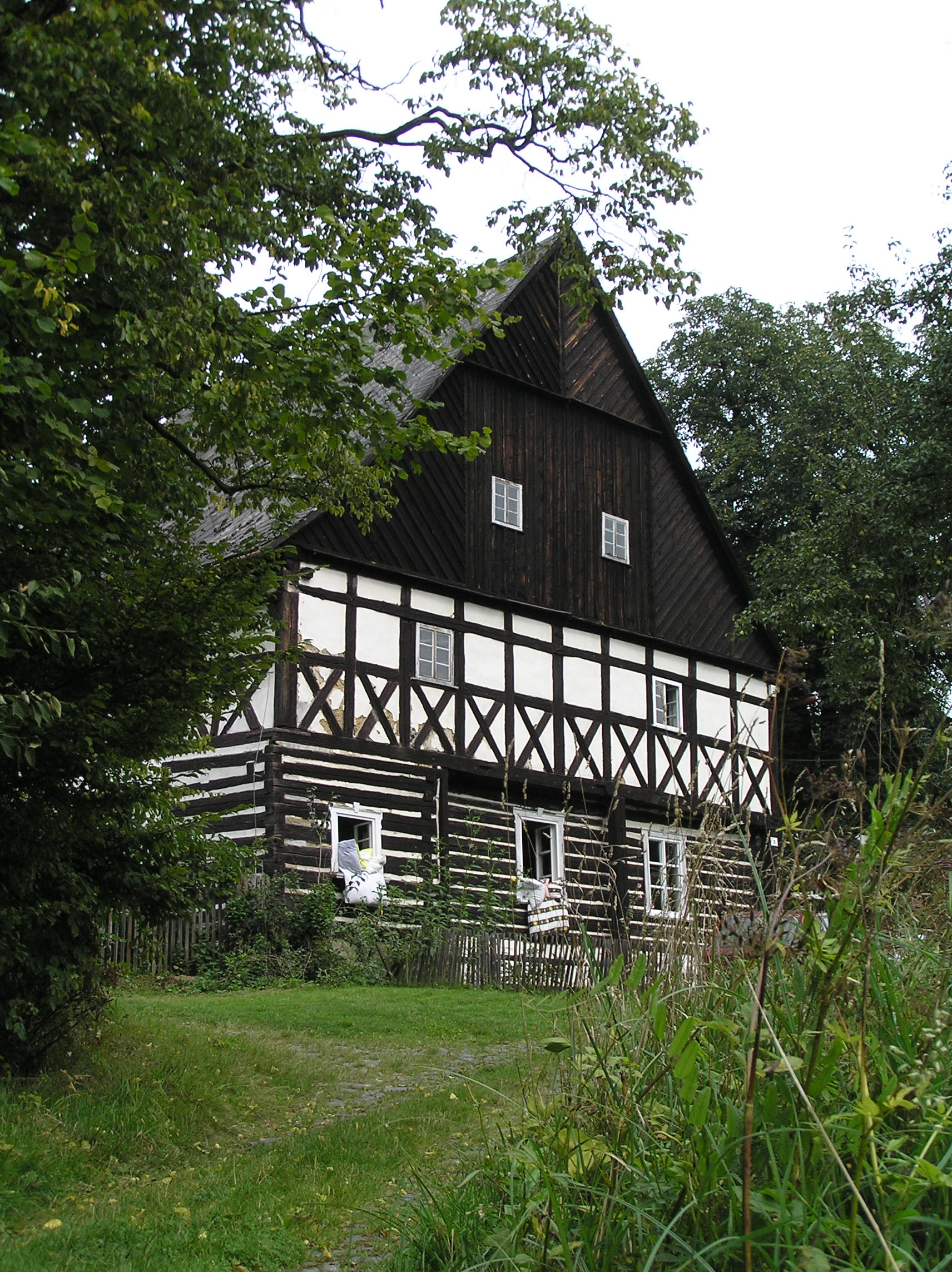
Bývalá rychta v Bohaticích
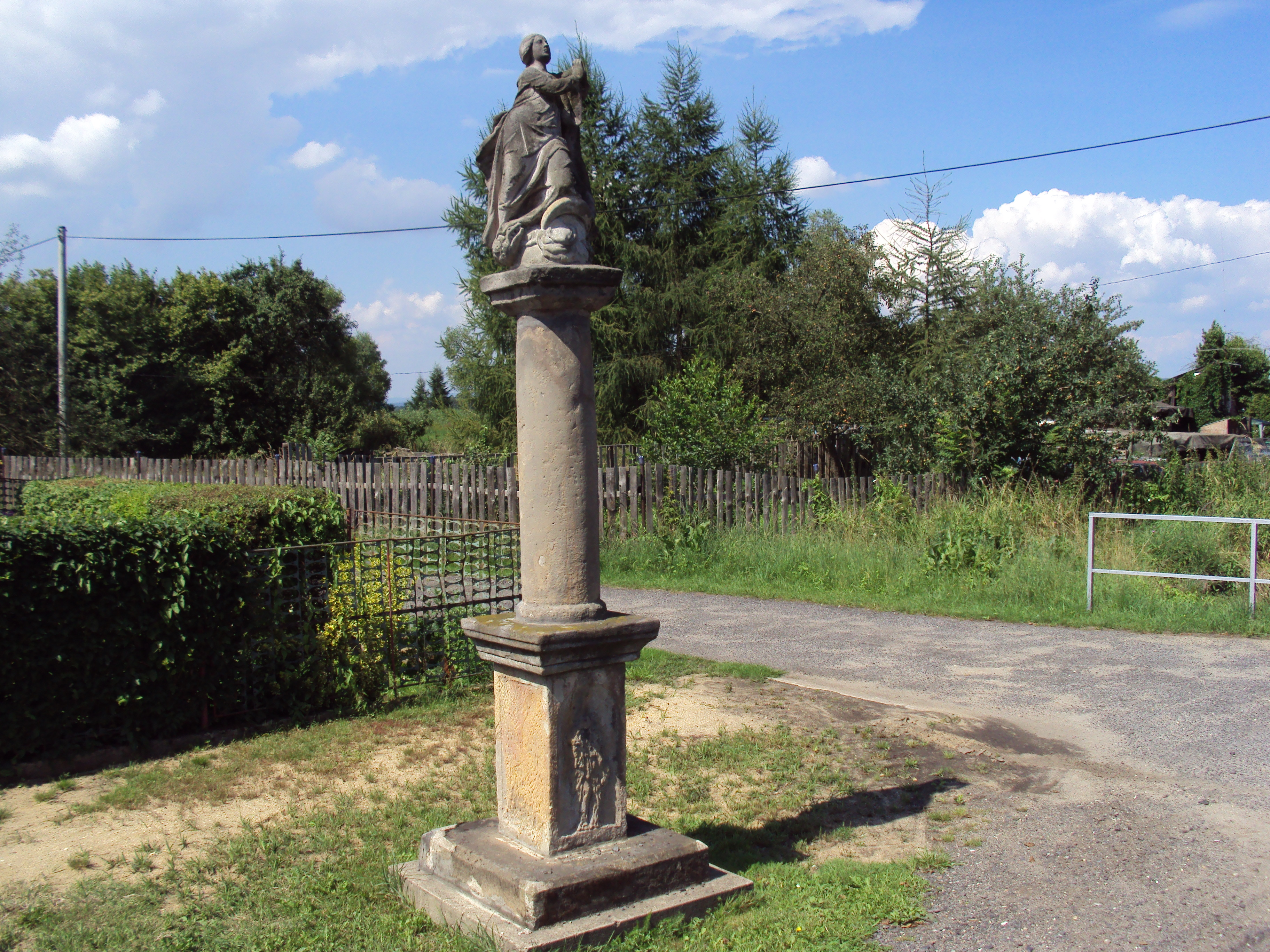
Sloup Panny Marie
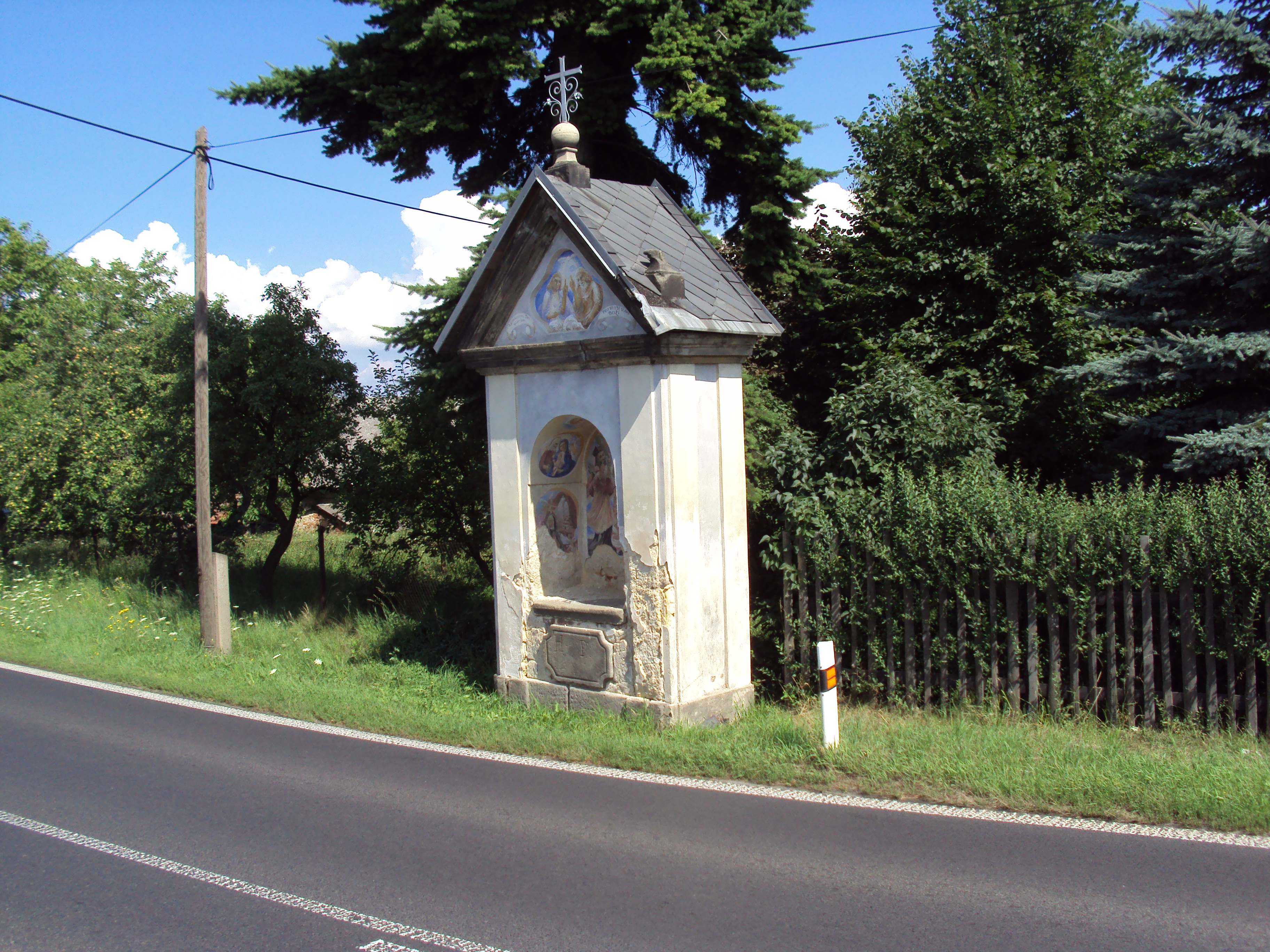
Kaplička u silnice